# Język macedoński (helleński)
Język macedoński (helleński), język staromacedoński – wymarły język starożytnej Macedonii, bardzo blisko spokrewniony z językiem starogreckim, przez niektórych językoznawców uważany za jego dialekt. Języka staromacedońskiego nie należy mylić z historycznymi stadiami rozwoju współczesnego języka macedońskiego, należącego do języków słowiańskich.